# Seo Young-woo
Dans ce nom coréen, le nom de famille, Seo, précède le nom personnel.
Seo Young-woo est un bobeur sud-coréen, né le 27 octobre 1991 à Osan.

## Biographie
Après une 18e place en bob à deux et une 20e place de bob à quatre aux Jeux olympiques de 2014, il remporte aux Jeux olympiques d'hiver de 2018 la médaille d'argent de bob à quatre avec Won Yun-jong, Kim Dong-hyun et Jun Jung-lin.

## Palmarès

### Jeux Olympiques
- : médaillé d'argent en bob à 4 aux JO 2018.

### Coupe du monde
- 6 podiums  : 
  - en bob à 2 : 2 victoires et 4 troisièmes places.

#### Détails des victoires en Coupe du monde
| Édition   | Bob à 2                       | Bob à 4 |
| 2015-2016 | Whistler Schönau am Königssee |         |